# Шахед-238
Shahed 238 (перс. 238 
شاهد) — іранський реактивний дрон-камікадзе виробництва HESA Shahed.
Він був представлений на виставці Корпусу вартових ісламської революції (КВІР) у листопаді 2023 року.
Російський варіант з встановленим двигуном Tolou-10/13 має назву "Герань 3"  що також має забезпечити швидкість польоту до 550–600 км/год та дальність 2500 км.

## Опис
БПЛА має реактивний двигун, що значно збільшує швидкість в порівнянні з Shahed 131 і Shahed 136. Також фюзеляж бпла має чорний колір, ймовірно для зменшення видимості безпілотника в нічну пору.
Безпілотник, у листопаді 2023 року, був презентований Іранським університетом аерокосмічних наук та технологій «Ашура» під час візиту верховного лідера країни Алі Хаменеї.
Ударний безпілотник нового зразка оснащений реактивним двигуном, що був визначений як TJ150 виробництва чеської компанії PBS Velká Bíteš.
Для прийняття сигналів супутникової навігації використовується блок з чотирьох антен TW1721 від канадської компанії Tallysman. Обробка сигналів супутникової навігації реалізована на мікросхемах AD9361BBCZ від Analog Devices, мікроконтролера MIMXRT1052 від NXP USA Inc та мікросхемі N63A0QI від Intel, всі США. Модуль керування та управління польотом Shahed-238 побудований навколо мікропроцесора TMS320 F28335PGFA від Texas Instruments (США).
У червні 2025 року росіяни показали локалізовану версію дрона-камікадзе Shahed з реактивним двигуном, який схожий на Shahed 238.

## Бойове застосування
У січні 2024 року вперше стало відомо про застосування дронів цього типу в російсько-українській війні.

## Варіанти
- Версія з автономною системою наведення по інерційній системі та сигналам GPS.

- Версія з інфрачервоною/оптичною системою наведення може застосовуватись для ураження теплоконтрастних цілей, зокрема, важливої військової техніки в тилу супротивника.

- Версія з радіолокаційною ГСН, може стати аналогом протирадарних ракет, що наводяться на випромінювання пошукових РЛС. Такий засіб може бути корисним для нейтралізації  та прориву ворожих систем ППО.[8]